# 王延美
王延美（?—?），籍貫光州固始（今河南省），為五代十國時代的閩國宗室。
王延美是閩國太祖王審知的养子，为其墓志铭所称第五子，《十国春秋》说他和王延武和王延彬一样都是王审邽的儿子。妻李氏。唐朝天祐元年（904年）王审邽去世，后唐同光三年（925年）王審知去世。闽惠宗龙启二年（934年），王延美担任泉州刺史，不久后去世。
次子为王继勋。